# Národní centrum pro elektronické informační zdroje
Národní centrum pro elektronické informační zdroje (CzechELib) je projekt zajišťující centrální nákup a správu klíčových elektronických informačních zdrojů (EIZ) pro výzkumnou a vzdělávací sféru v ČR.  CzechELib centralizuje know-how, vyjednávání s poskytovateli EIZ, nákup a správu zdrojů, čímž snižuje administrativní zátěž pro členské instituce a vytváří silnější vyjednávací pozici vůči poskytovatelům EIZ. CzechELib jako součást Národní technické knihovny sídlí v Praze 6.
Národní centrum pro elektronické informační zdroje je individuální systémový projekt v rámci Prioritní osy 1, Specifický cíl 4 Operačního programu Výzkum, vývoj, vzdělávání (OP VVV) v gesci Ministerstva školství, mládeže a tělovýchovy ČR. Číslo projektu: CZ.02.1.01/0.0/0.0/16_040/0003542
Projekt CzechELib byl zahájen 1. 1. 2017, ukončení jeho fyzické realizace je plánováno k 31. 12. 2022. Po skončení projektu bude provoz centra i podpora nákupu EIZ hrazen ze státního rozpočtu. Realizátorem projektu se stala Národní technická knihovna (NTK), centrum CzechELib se stalo jedním z jejích odborů.
V rozpočtu projektu je celkem alokováno 1,297 mld. Kč. Podpoře nákupu elektronických informačních zdrojů bude věnováno přes 90 % celkové částky. Licenční poplatky za přístup k EIZ jsou z rozpočtu projektu hrazeny pouze částečně (minimálně 50 % ceny). Zbylá část ceny je dofinancována přímo členskými institucemi prostřednictvím mechanismu přefakturace části nákladů na pořízení EIZ.

## Historie
Od konce 90. let poskytuje vláda ČR podporu nákupu elektronických informačních zdrojů jako podstatné „suroviny" pro rozvoj výzkumu a vzdělávání – jako je tomu i jinde v řadě rozvinutých zemí. Přestože je ekonomicky žádoucí nákup zdrojů jednotlivými organizacemi úzce koordinovat, byla podpora dlouho poskytována formou soutěže. V roce 2016 existovalo přibližně 18 konsorcií obsluhujících od několika málo až do 70 institucí. Celkem šlo o téměř 130 institucí odebírajících zhruba stovku zdrojů (což může být jediný důležitý časopis, ale i kolekce několika tisíc časopisů či stovek knih).
Tento model se postupně optimalizoval co do počtu „konsorcií“, přesto však podle studie zpracované firmou Deloitte trpěl vysokou administrativní náročností, rozdrobeností a z toho plynoucí nekoncentrovanou vyjednávací kompetencí působící horší licenční a cenové podmínky. Vlivem financování části „projektů“ z evropských prostředků se fragmentace dále posílila.
V tomto kontextu vznikla myšlenka vytvořit jedno centrum - CzechELib, které bude s koncentrovanou vyjednávací silou efektivně obstarávat nákup elektronických informačních zdrojů pro celou oblast VaVaI, zdroje bude spravovat a povede věrohodné statistiky o jejich využívání.  Z výše uvedených důvodů podporují centralizaci zajišťování přístupu k EIZ veřejné vysoké školy zastoupené Českou konferencí rektorů a Radou vysokých škol, Akademie věd ČR, Národní knihovna ČR, Národní technická knihovna, Rada pro výzkum, vývoj a inovace, Asociace knihoven vysokých škol a další významné organizace. O projektovém záměru i chartě projektu se diskutovalo s nominovanými zástupci výše uvedených subjektů průběžně v rámci užší a širší pracovní skupiny.

## Etapy realizace projektu
| Č. | Název etapy                | Od – do                          | Poznámka                                                                                      |
| -- | -------------------------- | -------------------------------- | --------------------------------------------------------------------------------------------- |
| 1. | Spuštění projektu          | 29. 1. 2016 – 31. 12. 2016       | příprava PZ, Charty, malé Charty, schválení žádosti v aplikaci Monitorovací systém 2014+ atd. |
| 2. | Nastavení projektu         | 1. 1. 2017 – 31. 12. 2017        | začátek financování a realizace projektu                                                      |
| 3. | Řízení dodávky projektu 1  | 1. 1. 2018 – 31. 12. 2020        | Přístup ke zdrojům podpořen z OPVVV                                                           |
| 4. | Řízení dodávky projektu 2  | 1. 1. 2021 – 31. 12. 2022        | přístup ke zdrojům podpořen ze SR                                                             |
| 5. | Ukončení projektu          | 1. 6. 2022 – 31. 12. 2022        | konec financování projektu                                                                    |
| 6. | Vypořádání projektu        | 1. 1. 2023 – 30. 9. 2023         |                                                                                               |
| 7. | Hodnocení přínosů projektu | 1. 1. 2023 –konec programu OPVVV |                                                                                               |

## Služby
Vedle samotného zajištění přístupu k EIZ, má CzechELib za úkol soustředit požadavky členských institucí na obstarání EIZ, získávat cenové nabídky od vydavatelů, vyhodnocovat zájem uživatelů o EIZ po jejich nacenění, sjednávat optimální smluvní podmínky splňující dohodnuté priority, připravovat smlouvy a další právní dokumenty, uskutečňovat vlastní nákup a zprocesování plateb, včetně fakturace, spravovat databáze (seznam členských institucí a jejich údajů, seznam EIZ, seznam vydavatelů a kontaktů), vyhodnocovat statistiky využívání zdrojů, poskytovat bibliometrické služeb pro uživatele na základě zájmu, dlouhodobě archivovat nakoupené EIZ pro případ zániku či nefunkčnosti dodavatele a poskytovat informačně-referenční servis.

## Členské instituce
Členem CzechELib se může stát jakákoli instituce, která má zájem o EIZ a splní základní formální podmínky. Nárok na státní finanční podporu na nákup EIZ se však vztahuje jen na výzkumné organizace definované v dokumentu Metodika pro stanovení práva členské instituce čerpat podporu v rámci CzechELib.
Největší podíl členských institucí tvoří ústavy Akademie věd ČR, vysoké školy, další výzkumné organizace, knihovny a nemocnice.

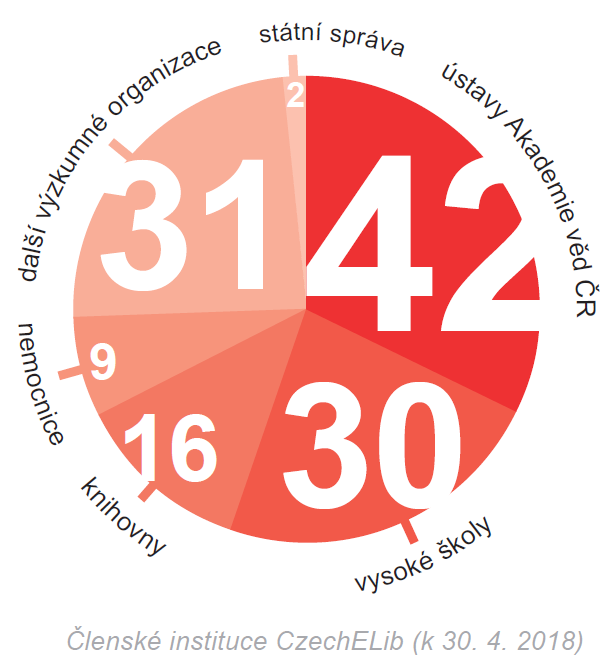

## Charta projektu
Základní dokument obsahující podrobné informace o projektu CzechELib se nazývá Charta Archivováno 25. 8. 2020 na Wayback Machine.. Obsahuje detailní popis cílů, mise a metod, kterými se projekt CzechELib řídí.

## RoleNárodní technické knihovny(NTK)
Ministerstvo školství, mládeže a tělovýchovy jako poskytovatel finanční podpory nákupu elektronických informačních zdrojů (EIZ) se po 10letém zvažování rozhodlo distribuovat tuto podporu cestou centrálního vyjednávání a obstarávání. K tomuto účelu vypsalo v rámci OP VVV Individuální projekt systémový (IPS) a uložilo Národní technické knihovně (NTK), aby připravila a podala projekt Národního centra pro elektronické informační zdroje CzechELib. NTK uspěla a od 1. 1. 2017 je nositelem tohoto projektu. Národní centrum pro elektronické informační zdroje CzechELib nemá právní subjektivitu, je součástí organizační struktury NTK jako odbor, v jehož čele stojí ředitel projektu a vedoucí odboru, který zabezpečuje věcné naplňování projektu.
Mezi hlavní důvody výběru NTK pro realizaci tohoto projektu patří následující skutečnosti:
- NTK je nezávislá instituce, přímo řízená MŠMT, které spravuje evropské operační programy,
- NTK má mnohaleté zkušenost s širokou varietou vadyvatelů EIZ (Academic Press, ACS, Blackwell, Elsevier, IoPP, J. Wiley, Kluwer, Springer) pro největší počet (70+) účastníků (kromě KNAV pro WoS)
- NTK dala zpracovat studii Návrh implementace jednotného systému plánování nákupu EIZ do ČR, která byla následně projednána ji s AKVŠ
- NTK iniciovala debatu o vytvoření CzechELib a prezentovala ji na mnoha úrovních a odborných akcích (ČKR, RVVI, RVŠ, AKVŠ, KRE, BA)
- NTK se podílela na přípravě výzvy v OP VVV

NTK z projektu CzechELib nemá žádné příjmy, více než 90 % prostředků projektu jde na nákup EIZ a zbytek na provoz centra.